# TimeSplitters: Future Perfect
TimeSplitters: Future Perfect è un videogioco di tipo sparatutto in prima persona del 2005, sviluppato da Free Radical Design e pubblicato da EA Games per PlayStation 2, Xbox e GameCube.
È il terzo gioco della serie Timesplitters, dopo TimeSplitters 2, che è uscito nel 2002 (che è il sequel di TimeSplitters uscito nel 2000). Il gioco offre una modalità single-player costituita da livelli dove il giocatore assume il ruolo del Sergente Cortez, un viaggiatore del tempo marine dal XXV secolo, che tenta di modificare il passato per salvare il futuro. Il gioco include anche una serie di opzioni multiplayer e una modalità cooperativa. Il gioco online è stato incluso in entrambe le versioni PlayStation 2 e Xbox. Questo è anche il primo gioco della serie Timesplitters a ricevere un rating "M" da ESRB.
Nel giugno 2007, un sequel è stato annunciato di essere in fase di sviluppo, dal titolo TimeSplitters 4, annullato però poco dopo. Il 29 novembre 2012 un gruppo di volontari (fan del franchise) ha annunciato lo sviluppo di TimeSplitters Rewind.
La versione Xbox originale di TimeSplitters: Future Perfect è stata resa retrocompatibile su Xbox One e Xbox Series X/S il 15 novembre 2021.

## Trama
Il gioco inizia nel 2401 quando lo space marine, il sergente Cortez, sta lasciando la stazione spaziale che ha distrutto alla fine di TimeSplitters 2. La sua nave si schianta sulla Terra del futuro e due compagni marines lo salutano. Il sergente Cortez segue la sua squadra di marines attraverso la valle e combatte contro sconosciute figure mascherate e TimeSplitters. Dopo essere arrivato al quartier generale, Cortez ha il compito di seguire le firme del passato che sono state create dai viaggi nel tempo e che si pensa siano state causate dai TimeSplitters. Va in missione per tornare indietro nel tempo per trovare un modo per fermare la creazione della razza TimeSplitters, con l'aiuto di Anya, l'assistente personale del Generale.
Usando il suo Temporal Uplink, un dispositivo collegato alla Macchina del Tempo, entrambi inventati da Anya, Cortez si reca sulla piccola isola scozzese di Urnsay nell'anno 1924. Lì, incontra un uomo di nome Capitan Ash, che cerca l'aiuto di Cortez. Dopo aver fatto irruzione in un castello con Capitan Ash, Cortez affronta un uomo sconosciuto con un'alta concentrazione di Cristalli del Tempo, che poi fugge con la sua macchina del tempo. Cortez viaggia quindi nel 1969 per fermare Khallos (che Cortez pensa sia il viaggiatore del tempo) con l'aiuto dell'agente segreto hippie Harry Tipper, per salvare la sua ragazza, Kitten Celeste. Dopo aver sconfitto Khallos, Anya rivela a Cortez attraverso il walkie-talkie sul suo Uplink Temporale che una villa nel Connecticut era bruciata negli anni '90, lasciando dietro di sé residui di energia del Cristallo del Tempo.
Nel 1994, viene accolto da un'adolescente di nome Jo-Beth Casey, che è stata incaricata di fotografare gli zombie della villa dai suoi amici. Dice a Cortez che la casa è infestata dai fantasmi e i due combattono zombie e fantasmi all'interno della villa abbandonata. Dopo aver scoperto che il creatore dei TimeSplitters è uno scienziato pazzo di nome Dr. Jacob Crow, Cortez si imbarca in una nuova missione per sventare i piani dello scienziato distruggendo i suoi laboratori in tutti i periodi di tempo che Crow aveva visitato. Dopo un brusco addio a Casey, Cortez viaggia nel 2052, dove Crow ha portato avanti i suoi esperimenti di scissione genetica. Cortez incontra Amy Chen, una spia altamente addestrata inviata a sconfiggere Crow. Entrambi combattono attraverso il suo laboratorio per trovare Crow, che fugge di nuovo.
Cortez viaggia nell'anno 2243, dove le macchine ora governano il pianeta e hanno dichiarato guerra agli umani e l'uno all'altro. Cortez hackera una delle macchine, identificata come R-110, e si allea con lui. Si allea anche con un piccolo gruppo di cyborg ribelli che combattono contro le macchine per farsi strada verso il laboratorio di Crow, ora estremamente grande e potente, pieno di migliaia di embrioni TimeSplitter. Cortez riesce a distruggere ciò che può del laboratorio, ma non è abbastanza forte da sconfiggere Crow, che a sua volta si è combinato con la razza TimeSplitter e una macchina da guerra. Anya manda Cortez e R-110 nel 1924 per fermare Crow prima che possa portare avanti i suoi esperimenti di laboratorio.
Ora, di nuovo nel 1924, lui e R-110 si dirigono verso Crow. Cortez trova il Dr. Crow fuso con un grande robot bipede. Crow distrugge l'alleato di Cortez, R-110, lasciando lui e Cortez faccia a faccia. Sapendo che non può sconfiggere lo scienziato da solo, Anya manda Cortez indietro nel tempo di pochi minuti a quando è arrivato per la prima volta nella speranza di essere in grado di fare coppia con Crow con due Corteze (e R-110, che non è mai stato distrutto a causa del loop temporale).
Dopo che Crow viene sconfitto, Cortez mette un cristallo grezzo in un dispositivo che provoca una reazione a catena che distrugge l'intero composto. Anya teletrasporta Cortez e R-110 al quartier generale, lasciando Crow e i Cristalli del Tempo ad essere distrutti. Cortez, Anya e il Generale si avvicinano alla finestra e osservano l'arida terra desertica riportata alla sua forma precedente; Una foresta verdeggiante e lussureggiante piena di vita. Tuttavia, l'Uplink Temporale al polso di Cortez, la grande macchina del tempo nella stanza e l'R-110 scompaiono a causa del paradosso temporale.